# Печеничино
Печени́чино — деревня в Пашском сельском поселении Волховского района Ленинградской области.

## История
Деревня Печеницына (Леченицына) упоминается на карте Санкт-Петербургской губернии 1792 года А. М. Вильбрехта.
Как деревня Печеничино она обозначена на карте Санкт-Петербургской губернии Ф. Ф. Шуберта 1834 года.

ПЕЧЕНИЦЫНА — деревня принадлежит гвардии полковнику Зотову и девицам Теглевым, число жителей по ревизии: 18 м. п., 18 ж. п. (1838 год)

Как деревня Печеничино она отмечена на карте Ф. Ф. Шуберта 1844 года.

ПЕЧЕНИЦЫНА — деревня гвардии ротмистра Зотова, Лукашевой и Ведомства государственного имущества, по просёлочной дороге, число дворов — 8, число душ — 27 м. п. (1856 год)

ПЕЧЕНИЦЫНА — деревня владельческая и казённая при реке Паше, число дворов — 10, число жителей: 28 м. п., 25 ж. п. (1862 год)

В 1870—1871 годах временнообязанные крестьяне деревни выкупили свои земельные наделы у З. К. Зотова и стали собственниками земли.
Согласно епархиальным сведениям 1899 года деревня относилась к приходу Крестовоздвиженской церкви Шижнемского погоста в селе Часовенское.
В конце XIX — начале XX века деревня административно относилась к Николаевщинской волости 3-го стана Новоладожского уезда Санкт-Петербургской губернии.
По данным «Памятной книжки Санкт-Петербургской губернии» за 1905 год деревня называлась Печеничино и входила в состав Часовенского сельского общества.
С 1917 по 1923 год деревня Печеничино входила в состав Часовенского сельсовета Новоладожского уезда.
С 1923 года в составе Пашской волости Волховского уезда.
С 1927 года в составе Пашского района. В 1927 году население деревни Печеничино составляло 108 человек.
По данным 1933 года деревня называлась Печенинено и входила в состав Часовенского сельсовета Пашского района Ленинградской области.

Деревня Печеничино на карте 1940 года

Согласно карте РККА 1940 года деревня называлась Печаничино.
С 1955 года в составе Новоладожского района.
В 1958 году население деревни Печеничино составляло 90 человек.
С 1963 года в составе Волховского района.
По данным 1966 и 1973 годов деревня называлась Печеничино и входила в состав Часовенского сельсовета Волховского района.
По данным 1990 года деревня называлась Печенино и также входила в состав Часовенского сельсовета.
В 1997 году в деревне Печенино Часовенской волости проживали 16 человек, в 2002 году деревня называлась Печеничино, в ней проживали 10 человек (русские — 90 %).
В 2007 году в деревне Печеничино Пашского СП — 7, в 2010 году — 4 человека.

## География
Деревня расположена в северо-восточной части района на автодороге 41К-021 (Паша — Часовенское — Кайвакса).
Расстояние до административного центра поселения — 35 км.
Расстояние до ближайшей железнодорожной станции Паша — 33 км.
Деревня находится на левом берегу реки Паша.

## Демография
| 1838 | 1862 | 1997 | 2002 | 2007 | 2010 | 2012 |
| ---- | ---- | ---- | ---- | ---- | ---- | ---- |
| 36   | ↗53  | ↘16  | ↘10  | ↘7   | ↘4   | ↗9   |
| 2017 |      |      |      |      |      |      |
| ↘7   |      |      |      |      |      |      |

### Национальный состав
Согласно данным Всероссийской переписи населения 2021 года в деревне проживали 5 человек, все русские.